# Region Hovedstadens Akutberedskab
 Der er for få eller ingen kildehenvisninger i denne artikel, hvilket er et problem. Du kan hjælpe ved at angive troværdige kilder til de påstande, som fremføres i artiklen.

Region Hovedstadens Akutberedskab (forkortet RHAB) er en del af sundhedssystemet i Danmark og organiseret under Region Hovedstaden med ansvar for at håndtere akutte medicinske behov i Hovedstadsområdet. Det omfatter behandling ved pludselig sygdom, alvorlige skader og andre akutte tilstande, der kræver øjeblikkelig indsats. Hovedkontoret ligger på Telegrafvej 5 i Ballerup.
Akutberedskabet omfatter følgende enheder:
- Hospitaler: Region Hovedstaden har flere hospitaler med døgnåbne akutmodtagelser (fx Herlev Hospital, Bispebjerg Hospital og Hvidovre Hospital).
- Skadestuer: Behandler mindre alvorlige skader og sygdomme og er integreret i hospitalernes akutområder.
- Akutklinikker: Mindre enheder til vurdering og behandling af ukomplicerede tilstande uden tidsbestilling, herunder skader og infektioner.
- Præhospitale enheder: Ambulancer, akutlægebiler, paramedicinere og akutlægehelikoptere, som sikrer behandling og stabilisering før ankomst til hospital.[2]
- Akuttelefonen 1813: Regionens døgnåbne rådgivnings- og visitationstelefon ved akutte sygdomstilfælde uden for egen læges åbningstid.